# Ирка (приток Иры)
Ирка (Большая Ира) — река в России, протекает по Гавриловскому району Тамбовской области и по границе с Бондарским районом. Устье реки находится в 27 км от устья реки Иры по правому берегу, у села Гавриловка 2-я. Длина реки составляет 43 км, площадь водосборного бассейна — 409 км².
В 11 километрах от устья слева впадает Ольшанка.
В 14 километрах от устья у села Куриловка справа впадает безымянная река. В 23 километрах от устья справа впадает Большая Ира.

## Данные водного реестра
По данным государственного водного реестра России относится к Донскому бассейновому округу, водохозяйственный участок реки — Ворона, речной подбассейн реки — Хопер. Речной бассейн реки — Дон (российская часть бассейна).
Код объекта в государственном водном реестре — 05010200212107000006519.